# Burneside
Burneside är en by i Cumbria i England. Byn ligger 61,1 km från Carlisle. Orten har 1 009 invånare (2015).